# Васпураканське царство
Васпураканське царство (вірм. Վասպուրականի թագավորություն) — вірменська феодальна держава династії Арцрунідів (908—1021) у межах історико-географічної області Васпуракан.

## Історія
З кінця VII століття спадковими правителями Васпуракану були представники вірменської родини Арцрунідів. У IX столітті Васпуракан був князівством у складі Вірменії. Початком зростання політичної самостійності Васпуракану був період правління Ашота Арцруні (859–875). Особливо роль Васпуракану зросла за правління Дереніка (875–885), який підтримував об'єднувальну політику Багратідів. За часів правління сина Дереніка — Ашота (885–904) Васпуракану царем Смбатом було подаровано як умовне володіння Нахіджеван, що раніше належав Сюнійським князям. Надалі цей крок став однією з причин розбрату.
Після смерті Ашота 904 року правителем став його брат — Гагік, який розділив владу зі своїм молодшим братом Гургеном. У той же час цар Смбат відняв у Васпуракана Нахіджеван, віддавши його потім (імовірно, 908 року) сюнійському князю. Невдоволення Гагіка призвело до його зближення з арабським еміром Атропатени Юсуфом.
Арабська держава, що поступово посилювалась, прагнула підкорити сусідні християнські царства та князівства. Суперечками вірменських феодалів вирішив скористатись Юсуф. Запросивши Гагіка 908 року до Атропатени, він подарував тому корону й титул «Царя Вірменії», хоч фактично він таким не був. У відповідь Юсуф заручився підтримкою Гагіка у разі нападу на Багратідів. Однак, оцінивши можливі наслідки успіху Юсуфа як для всієї Вірменії, так і для Васпуракану зокрема, під час нападу арабів 909 року Гагік його не підтримав.
До 929 року Васпураканське царство досягло свого розквіту. Він здійснив серію будівельних проектів, зокрема на Агтамарі, острові в озері Ван, де розташовувалася одна з його резиденцій. Агтамар також служив резиденцією вірменського католикоса, поки Двін перебував під контролем мусульман, що дозволяло Гагіку впливати на обрання кількох католикосів та ще більше підвищувати свою легітимність. Але зрештою Гагік був змушений визнати зверхність Анійського царства.
наступні царі проводили обережну зовнішню політику, маневруючи між Візантією та Анійським царством, зберігаючи при цьому мирні відносини з мусулмьанськими державами. 972 року після смерті царя Абусахл-Амазаспа його царство було розділено між трьома синами. Вони послідовно мали царські титул. 1003 року було укладено союз з Грузинським царством.

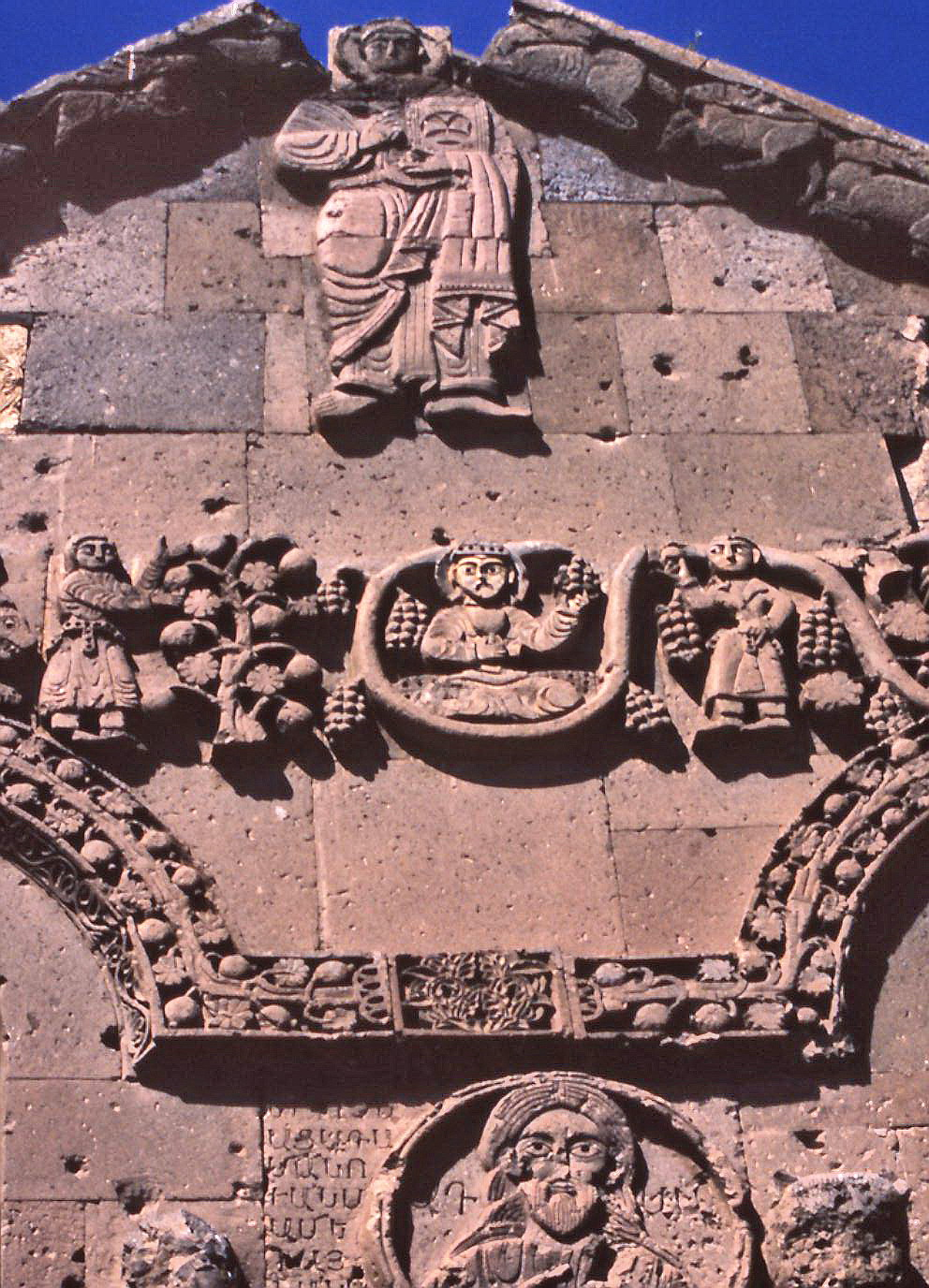
цар Гагік

Протягом 1010-х років Васпураканське царство піддавалося нападам тюркських племен, які йшли зі Сходу. 1019 року Васпуракан зазнав особливо жорстоко нападу. Неспроможний протистояти навалі, Сенекерім Арцруні 1021 року погодився приєднати своє царство до Візантії, після чого воно припинило самостійне існування. Візантійський імператор віддав Арцрунідам владу над вірменонаселеною Себастією та Каппадокійською фемою. Разом із двором до Каппадокії переїхало близько 60 тисяч чоловік.. 

## Територія

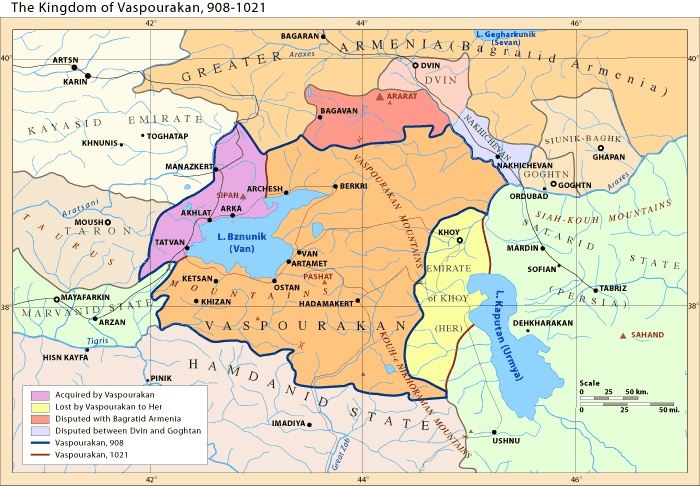
Васпураканське царство

Васпураканське царство було найбільшим з васальних держав (Карс, Сюнік, Ташир-Дзорагет) середньовічного Анійського царства. Воно охоплювало східний басейн озера Ван; на сході його межі доходили до озера Урмія, на півночі — до річки Аракс і гори Арарат, на півдні — Таврських гір, що станвоило 40 000 км². У 910-х роках контролював частини провінцій Айрарат, Тарон і Корчайк.

## Устрій
На чолі стояв цар, що мав вищу політичну, військову владу, що спирався на царську раду (дур), куди входили найближчі радники та вищі світські сановники (спарапет, марзпан і ішханец ішхан) та церквоні ієрархи. Також існували князівства з широкими повноваженями — Андзевацік, Мокк й Коговіт.

## Населення
З 980 до 1010 років населення Васпураканського царства становило близько 1 млн осіб. Більшість людей проживалива в 4 тисячах сіл, а ремісники і торгівці — в 10 містах царства. На території царства було 72 фортеції і 115 монастирів, країна була дуже щільно заселеною. 

## Економіка
Сприятливий клімат прибережних долин озера Ван дозволив розвиватися сільському господарству, особливо вирощуванню фруктових дерев та виноградників. Було створено значну мережу іригаційних каналів. Гірські пасовища надавали можливості для розвитку скотарства. 
Через Васпураканське царство проходила південна гілка важливого торгового караванного шляху. Великого розвитку досягло ремісниче виробництво і торгівля. 

## Релігія
Державною релігією Васпуракана було християнство. На острів Ахтамар переселився католікос вірмен. Католицький престол був перенесений назад в область Айрарат, проте з тих пір і до XIX століття існувала Ахтамарська єпархія. На кінець X ст. в царстві діяло 115 монастирів та церков, з яких найзначущою була Церква св. Хреста. 
Васпураканськое царство охопив антифеодальний і антирелігійний рух тондракійців.

## Культура

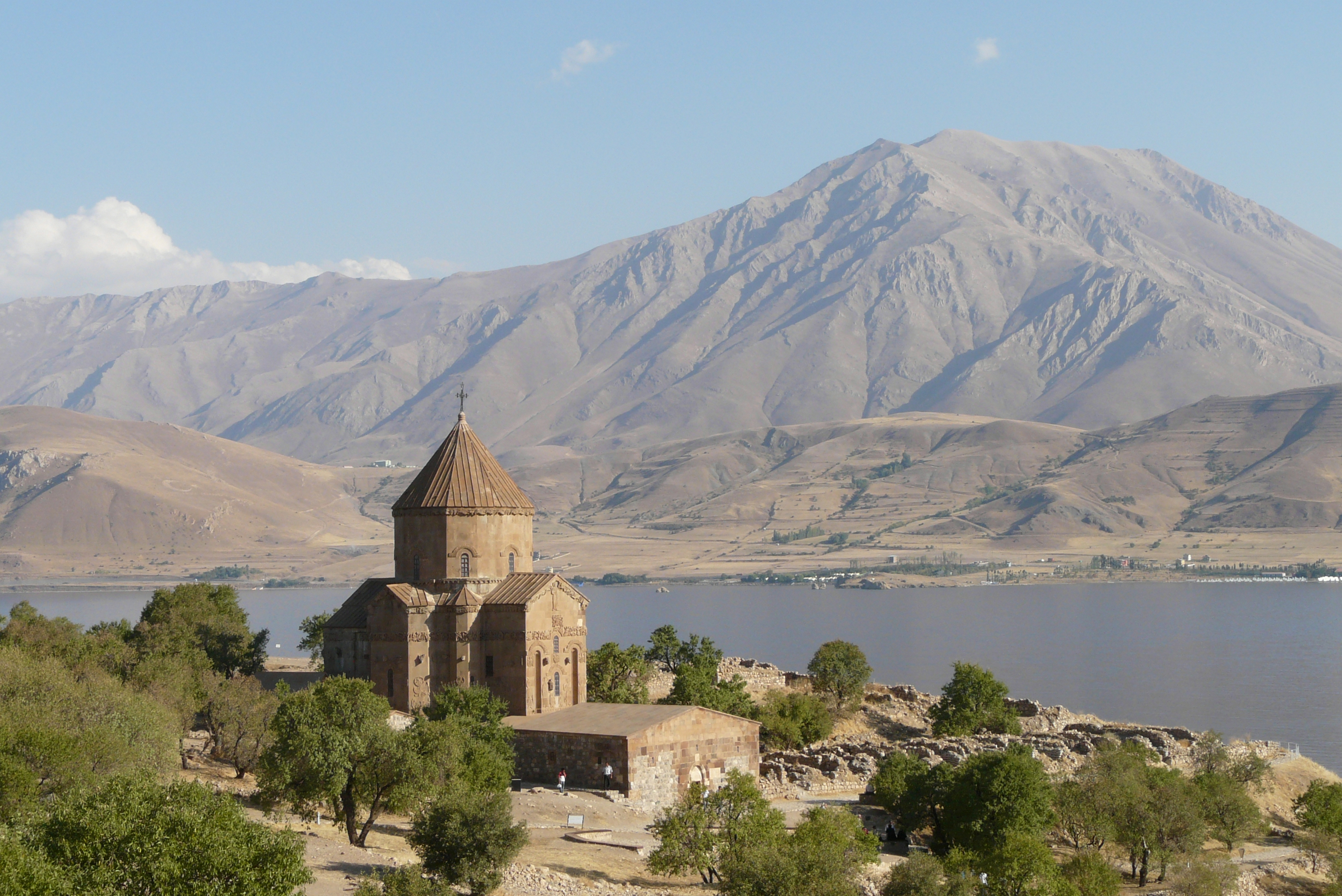
церква Суб Хач на острові Ахтамар

За царювання першого царя Гагіка Арцруні (908—943) велися великі будівельні роботи в столиці Ван і на острові Ахтамар. Театральні вистави ставилися у великих містах, на ярмарках та інших місцях. Вважається, що театральні групи також виступали на острові Ахтамар.
Найбільшими представниками вірменської культури були зодчий Мануел і поет Григор Нарекаці. Товма Арцруні склав «Історія дому Арцруні».  

## Царі
| ім'я      | правил    | Примітки                       |
| --------- | --------- | ------------------------------ |
| Гагік     | 908–943   | Гагік-Хачик, син Ашота Арцруни |
| Деренік   | 943–959   | Деренік-Ашот, син Гагика       |
| Абусахл   | 959–972   | Абусахл-Амазасп, син Гагика    |
| Саак      | 972–991   | Ашот-Саак, син Абусахла        |
| Гурген    | 991–1003  | Гурген-Хачик, син Абусахла     |
| Сенекерім | 1003–1021 | Сенекерім-Ованес, син Абусахла |